# NGC 4933
NGC 4933 est une galaxie lenticulaire située dans la constellation de la Vierge. NGC 4933 a été découverte par l'astronome germano-britannique William Herschel en 1784. Cette galaxie a aussi été observée par l'astronome français Guillaume Bigourdan le 16 avril 1895 et elle a été inscrite à l'Index Catalogue sous la cote IC 4176.

## Description
Sa vitesse par rapport au fond diffus cosmologique est de 3 293 ± 23 km/s, ce qui correspond à une distance de Hubble de 48,6 ± 3,4 Mpc (∼159 millions d'al).
NGC 4933 figurent dans l'atlas des galaxies particulières de Halton Arp sous la cote Arp 176. Arp mentionne la présence d'une galaxie compagne très condensée. Cette galaxie compagne est IC 4173 qui est très déformée par la gravité de NGC 4933. Ces deux galaxies sont en forte interaction gravitationnelle.

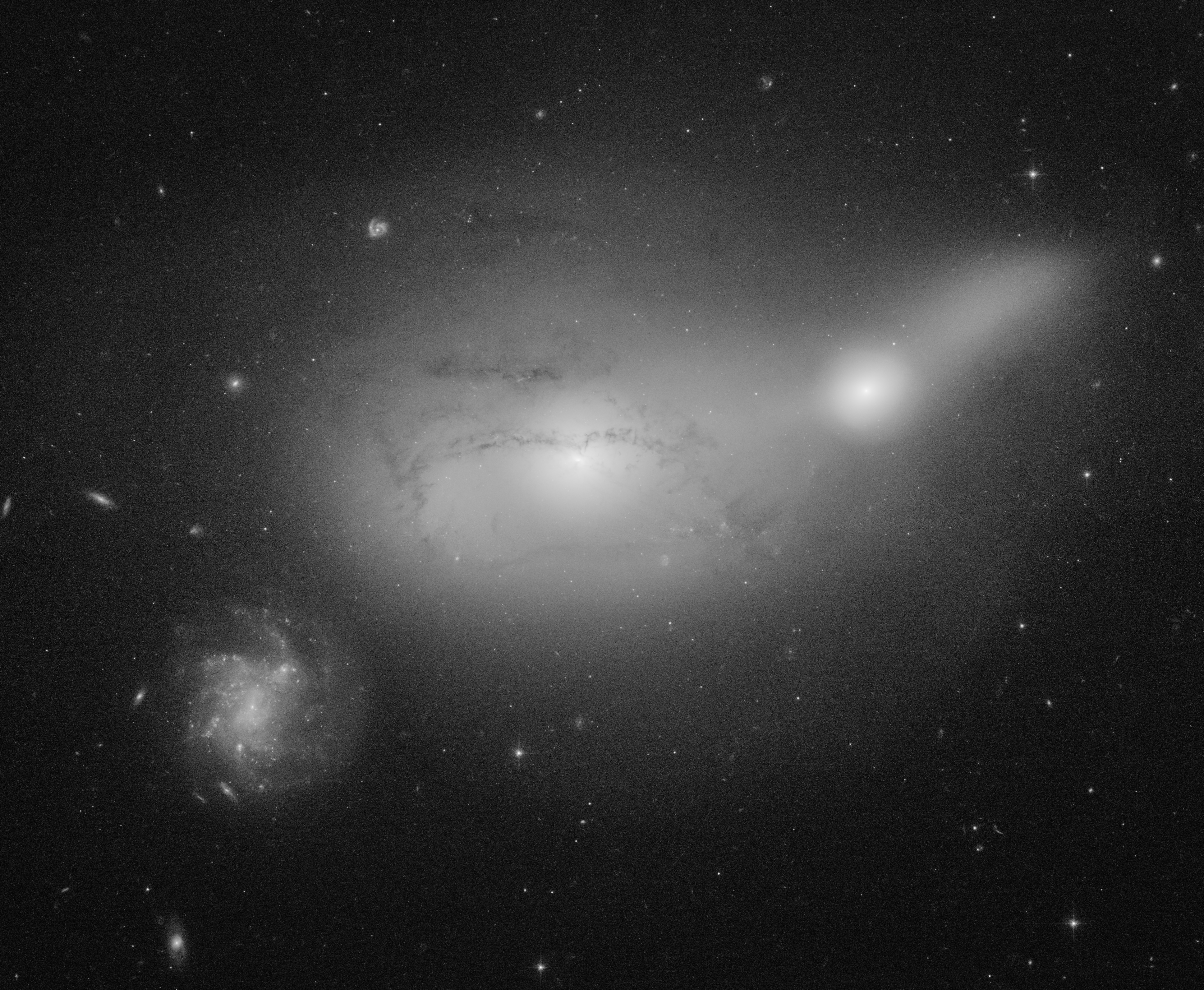
NGC 4933 et IC 4173 par le télescope spatial Hubble.